# Quercus aculcingensis
Quercus aculcingensis — вид рослин з родини букових (Fagaceae), ендемік Мексики.

## Середовище проживання
Поширення: Мексика (Веракрус).